# 2117
Cette page concerne l'année 2117  du calendrier grégorien.
L'année 2117 est une année commune qui commence un vendredi.
C'est la 2117e année de l'ère commune, la 117e année du IIIe millénaire, la 17e année du XXIIe siècle et la 8e année de la décennie 2110-2119.

## Autres calendriers
L’année 2117 du calendrier grégorien correspond aux dates suivantes :
- Calendrier chinois : 4814 / 4815
- Calendrier hébraïque : 5877 / 5878 (le 1er tishri 5878 a lieu le 27 septembre 2117[1])
- Calendrier hindou : 5218 / 5219
- Calendrier indien : 2038 / 2039 (le 1er chaitra 2039 a lieu le 22 mars 2117[1])
- Calendrier musulman : 1541 / 1542 (le 1er mouharram 1542 a lieu le 29 aout 2117[1])
- Calendrier persan : 1495 / 1496 (le 1er farvardin 1496 a lieu le 21 mars 2117[1])
  - Jours juliens : 2 494 278,5 à 2 494 643,5[2],[1]

## Évènements
- 11 décembre : prochain transit de Vénus, le dernier ayant eu lieu le 6 juin 2012.

## 2117 dans la fiction
- La Grande Peur de l'an 2117, roman de Philippe Ébly.

## Commémorations
- 7 novembre 1917 : bicentenaire de la révolution d'Octobre en Russie (le 25 octobre 1917 dans le calendrier julien, qui était alors utilisé en Russie).
- 6 décembre 1917 : bicentenaire de l'indépendance de la Finlande.